# اندیس امرالحیل
امرالحیل یک اندیس مصالح ساختمانی است که در حوالی شهر آغاجاری استان خوزستان قرار دارد و مادهٔ معدنی موجود در آن، مارن است.سنگ میزبان این اندیس مارن،آهک است و دیرینگی آن به دوران میوسن می‌رسد. 